# Dora 2020
Das 22. Dora-Festival fand am 29. Februar 2020 statt und war die kroatische Vorentscheidung für den Eurovision Song Contest 2020 in Rotterdam (Niederlande). Damir Kedžo gewann mit seinem Lied Divlji vjetre.

## Format

### Konzept
Am 31. Oktober 2019 bestätigte die öffentlich-rechtliche Rundfunkgesellschaft Hrvatska radiotelevizija (HRT) die Fortsetzung des Dora-Festivals 2020. Erneut sollen insgesamt 16 Teilnehmer mit je einem Titel gegeneinander antreten. Dabei soll der Sieger zu 50 % per Juryvoting und zu 50 % per Televoting entschieden werden.
Der Gewinner wird wie im vergangenen Jahr auch zu jeweils 50 Prozent durch eine Jury und die Zuschauer bestimmt. Allerdings verändert sich die Zahl der zu vergebenen Punkte. Statt zwölf Punkten werden die Jury und die Zuschauer jeweils 16 Punkte verteilen, sodass jeder Interpret mindestens einen Punkt erhält. Das Juryvoting setzt sich aus fünf dreiköpfigen Einzeljurys zusammen, die sich in Split, Rijeka, Osijek und Čakovec/Varaždin befinden. Alle Jurys können zusammen 136 Punkte vergeben. Der bestbewertete Interpret erhält 16 Punkte, der schlechtbestbewertete einen Punkt. Sollte es innerhalb einer einzelnen Jury zu einem Gleichstand kommen, werden die Jurymitglieder gebeten, ihren Favoriten zu wählen. Sollte es bei der Kombination aller 136 Jurypunkte dazu kommen, dass zwei oder drei Lieder gleich viele Punkte erhalten haben, wird der Interpret höher bewertet, der von allen Jurys häufiger 16 Punkte erhalten hat. Für den Fall, dass keiner des Interpreten 16 Punkte erhalten hat, wird die Zahl der niedrigeren Punkte – 15, 14, 13 usw. – berücksichtigt. Die Jury stimmt während der Generalprobe am 28. Februar 2020 ab.
Die Zuschauer können per Tele- und SMS-Voting abstimmen. Auch die Zuschauer werden 16 Punkte für den besten und einen Punkt für den schlechtesten Beitrag vergeben. Im Falle eines Gleichstandes zweier oder mehrerer Lieder, wird das Lied mit den meisten Anrufen höher bewertet. Sollte es bei der Kombination des Jury- und des Zuschauervotings zu einem Gleichstand zwischen den bestbewerteten Interpreten kommen, ist der Interpret mit den meisten Punkten aus dem Zuschauervoting der Gewinner des Vorentscheides.

### Beitragswahl
Vom 5. November bis 15. Dezember 2019 hatten Komponisten die Gelegenheit, einen Beitrag bei HRT einzureichen. Eine Jury wählte aus den eingereichten Beiträgen 16 Teilnehmer aus. Wie viele Beiträge HRT erhalten hat, wurde nicht bekannt gegeben.

## Teilnehmer
Am 23. Dezember 2019 stellt HRT die 16 Teilnehmer des Dora-Festivals 2020 vor. Unter ihnen war der Sänger Goran Karan, der Kroatien bereits beim Eurovision Song Contest 2000 vertrat und somit ehemaliger Sieger der Dora 2000 war. Kurz nach der Veröffentlichung der Teilnehmerliste zog sich dieser aus unbekannten Gründen von der Teilnahme zurück. Für ihn rückte die Sängerin Elis Lovrić ins Teilnehmerfeld.

## Finale
Das Finale des Dora-Festivals 2020 fand am 29. Februar 2020 statt. Im Juryvoting setzte sich zunächst die Sängerin Mia Negovetić durch. Gefolgt von Damir Kedžo, der sich in der abschließenden Zuschauerabstimmung mit einem Vorsprung von 260 Stimmen vor Mia Negovetić durchsetzte. Da bei einem Gleichstand das Zuschauervoting höher bewertet wurde, gewann er den Vorentscheid mit seinem Lied Divlji vjetre.
| Platz | Startnr. | Interpret                                | Lied Musik (M) und Text (T)                                                                                          | Sprache   | Übersetzung (Inoffiziell)      | Jury    | Jury   | Zuschauer            | Zuschauer     | Zuschauer | Zuschauer | Gesamt Punkte |
| Platz | Startnr. | Interpret                                | Lied Musik (M) und Text (T)                                                                                          | Sprache   | Übersetzung (Inoffiziell)      | Stimmen | Punkte | Stimmen (Televoting) | Stimmen (SMS) | Gesamt    | Punkte    | Gesamt Punkte |
| ----- | -------- | ---------------------------------------- | --- | --------- | ------------------------------ | ------- | ------ | -------------------- | ------------- | --------- | --------- | ------------- |
| 01.   | 16       | Damir Kedžo                              | Divlji vjetre M/T: Ante Pecotić                                                                                      | Kroatisch | Wilder Wind                    | 69      | 15     | 7.985                | 3.870         | 11.855    | 16        | 31            |
| 02.   | 15       | Mia Negovetić                            | When It Comes To You M/T: Linnea Deb, Anderz Wrethov, Denniz Jamm, Mia Negovetić                                     | Englisch  | Wenn es zu dir kommt           | 78      | 16     | 7.954                | 3.641         | 11.595    | 15        | 31            |
| 03.   | 12       | Indira Levak                             | You Will Never Break My Heart M: Branimir Mihaljević, Ambrogio Crotti, Doron Medalie; T: Indira Levak, Doron Medalie | Englisch  | Du wirst nie mein Herz brechen | 64      | 14     | 3.414                | 2.127         | 05.541    | 14        | 28            |
| 04.   | 07       | Aklea Neon                               | Zovi ju mama M: Dorotea Zovko, Pavle Kladarin; T: Dorotea Zovko                                                      | Kroatisch | Ruf ihre Mutter an             | 52      | 13     | 0997                 | 0768          | 01.765    | 10        | 23            |
| 05.   | 11       | Lorena Bućan                             | Drowning M/T: Ivan Huljić                                                                                            | Englisch  | Ertrinken                      | 43      | 9      | 1.171                | 0682          | 01.853    | 11        | 20            |
| 06.   | 04       | Zdenka Kovačiček                         | Love, Love, Love M/T: Mario Mihaljević                                                                               | Englisch  | Liebe, Liebe, Liebe            | 39      | 6      | 1.558                | 0599          | 02.157    | 12        | 18            |
| 07.   | 06       | Đana                                     | One M/T: Rando Stipišić, Luka Mrduljaš                                                                               | Englisch  | Eins                           | 42      | 8      | 1.084                | 0403          | 01.487    | 9         | 17            |
| 08.   | 14       | Colonia                                  | Zidina M: Boris Đurđević; T: Valerija Đurđević                                                                       | Kroatisch | Mauerwerk                      | 44      | 12     | 0732                 | 0309          | 01.041    | 5         | 17            |
| 09.   | 05       | Alen Vitasović & Božidarka Matija Čerina | Da se ne zatare M/T: Robert Pilepić                                                                                  | Kroatisch | Damit es nicht vergessen wird  | 21      | 2      | 1.514                | 0815          | 02.329    | 13        | 15            |
| 10.   | 13       | Jure Brkljača                            | Hajde nazovi me! M/T: Miroslav Rus                                                                                   | Kroatisch | Komm schon, rufe mich an!      | 40      | 11     | 0927                 | 0279          | 01.206    | 4         | 15            |
| 11.   | 02       | Bojan Jambrošić                          | Više od riječi M/T: Antonija Šola                                                                                    | Kroatisch | Mehr als Worte                 | 27      | 5      | 0453                 | 0367          | 00820     | 7         | 12            |
| 12.   | 08       | Nikola Marjanović                        | Let's Forgive! M/T: Adi Karaselimović                                                                                | Englisch  | Lass uns vergeben!             | 44      | 10     | 0342                 | 0304          | 00646     | 2         | 12            |
| 13.   | 01       | Elis Lovrić                              | Jušto M/T: Elis Lovrić                                                                                               | Kroatisch | Richtig                        | 44      | 11     | 0829                 | 0524          | 01.353    | 1         | 12            |
| 14.   | 03       | Edi Abazi                                | Coming Home M/T: Srđan Sekulović Skansi                                                                              | Englisch  | Nachhause kommen               | 26      | 3      | 0698                 | 0313          | 01.011    | 8         | 11            |
| 15.   | 10       | Marin Jurić Čivro                        | Naivno M/T: Boris Kolarić, Maja Kolarić, Marko Matijević Sekul                                                       | Kroatisch | Naiv                           | 27      | 4      | 0677                 | 0409          | 01.086    | 6         | 10            |
| 16.   | 09       | Lorenzo feat Dino Purić & Reper iz sobe  | Vrati se iz Irske M: Lorenzo; Lorenzo, Reper iz sobeGrgić                                                            | Kroatisch | Komme zurück aus Irland        | 20      | 1      | 0608                 | 0339          | 00947     | 3         | 04            |

### Juryvoting
| Startnr. | Lied                          | Varaždin & Čakovec | Zagreb | Rijeka | Split | Osijek | Gesamt | Punkte |
| -------- | ----------------------------- | ------------------ | ------ | ------ | ----- | ------ | ------ | ------ |
| 01       | Jušto                         | 5                  | 7      | 7      | 11    | 14     | 44     | 11     |
| 02       | Više od riječi                | 13                 | 3      | 1      | 6     | 4      | 27     | 05     |
| 03       | Coming Home                   | 12                 | 4      | 4      | 5     | 1      | 26     | 03     |
| 04       | Love, Love, Love              | 10                 | 6      | 11     | 3     | 9      | 39     | 06     |
| 05       | Da se ne zatare               | 4                  | 2      | 9      | 4     | 2      | 21     | 02     |
| 06       | One                           | 11                 | 8      | 8      | 12    | 3      | 42     | 08     |
| 07       | Zovi ju mama                  | 14                 | 14     | 10     | 2     | 12     | 52     | 13     |
| 08       | Let's Forgive!                | 8                  | 9      | 14     | 7     | 6      | 44     | 10     |
| 09       | Vrati se iz Irske             | 3                  | 5      | 3      | 1     | 8      | 20     | 01     |
| 10       | Naivno                        | 1                  | 1      | 6      | 9     | 10     | 27     | 04     |
| 11       | Drowning                      | 7                  | 10     | 5      | 8     | 13     | 43     | 09     |
| 12       | You Will Never Break My Heart | 9                  | 15     | 13     | 16    | 11     | 64     | 14     |
| 13       | Hajde nazovi me!              | 6                  | 11     | 2      | 14    | 7      | 40     | 11     |
| 14       | Zidina                        | 2                  | 12     | 15     | 10    | 5      | 44     | 12     |
| 15       | When It Comes To You          | 15                 | 16     | 16     | 15    | 16     | 78     | 16     |
| 16       | Divlji vjetre                 | 16                 | 13     | 12     | 13    | 15     | 69     | 15     |